# Gabinet (Wielka Brytania)
Gabinet – kolegialny organ władzy wykonawczej w Wielkiej Brytanii i Irlandii Północnej, w skład którego wchodzą brytyjski premier oraz najważniejsi ministrowie - łącznie ok. 20 osób. Gabinet jest komisją Tajnej Rady Wielkiej Brytanii.